# 1508
1508 (MDVIII) fue un año bisiesto comenzado en sábado del calendario juliano.

## Acontecimientos
- 4 de febrero: Maximiliano I de Habsburgo es proclamado emperador del Sacro Imperio Romano Germánico.
- 22 de marzo: Fernando el Católico nombra a Américo Vespucio piloto mayor de Castilla.
- 23 de marzo: Capitulaciones de Fernando el Católico con Juan Díaz de Solís y Vicente Yánez Pinzón, por las que estos se comprometen a tratar de buscar un estrecho entre el Atlántico y el Pacífico.
- 10 de mayo: Miguel Ángel inicia la pintura de los frescos de la Capilla Sixtina.
- 23 de julio: El militar español Pedro Navarro toma el Peñón de Vélez de la Gomera, importante núcleo de piratas del Mediterráneo.
- Durante este año Sebastián de Ocampo circunnavega la isla de Cuba, por orden de Nicolás de Ovando, gobernador de La Española cargo que ocuparía ese mismo año Diego Colón, hijo de Cristóbal Colón .
- 19 de septiembre: en el noroeste de Escocia sucede un terremoto de unos 7 grados en la escala de Richter, que se percibe en Inglaterra y Escocia.
- 10 de diciembre: Julio II establece la Liga de Cambrai.

## Arte y literatura
- Miguel Ángel empieza a pintar la bóveda de la Capilla Sixtina.
- Edición más antigua conocida del Amadís de Gaula en Zaragoza.

## Nacimientos
- 6 de marzo: Humayun, segundo emperador mogol.
- 30 de noviembre: Andrea Palladio, arquitecto italiano (f. 1580)
- 8 de diciembre: Regnier Gemma Frisius, astrónomo de la corte del emperador Carlos V (f. 1555)
- Francisco de Aguirre, conquistador español.
- Andrés de Urdaneta, marino y explorador español.
- Agustín Gormaz Velasco, religioso español.
- William Turner, botánico y ornitólogo inglés
- Juan de Salazar y Espinosa, conquistador español natural de Espinosa de los Monteros, fundador de Asunción (Paraguay).

## Fallecimientos
- Isaac Abravanel, teólogo, comentarista bíblico y empresario judío.